# Thông gia ngõ hẹp
Thông gia ngõ hẹp (tên cũ: Vì chúng mình là một gia đình) là một bộ phim truyền hình được thực hiện bởi Trung tâm Phim truyền hình Việt Nam, Đài Truyền hình Việt Nam do Trịnh Lê Phong làm đạo diễn. Phim phát sóng vào lúc 21h40 thứ 5, 6 hàng tuần bắt đầu từ ngày 16 tháng 9 năm 2022 và kết thúc vào ngày 25 tháng 11 năm 2022 trên kênh VTV3.

## Nội dung
Thông gia ngõ hẹp xoay quanh câu chuyện đầy tréo ngoe của đôi trẻ Phan (Nguyễn Trọng Lân) – Linh (Vũ Việt Hoa) khi đã yêu nhau lâu năm và sắp xếp một cuộc gặp giữa hai bên gia đình thì từ đây bắt đầu xảy ra nhiều chuyện khôi hài. Hoá ra ông Khôi (Trọng Trinh) – bố Linh và ông Phúc (Chí Trung) – bố Phan vốn là một đôi "oan gia" từ thời còn đi học. Đến khi biết sắp trở thành thông gia của nhau, hai ông bạn không đội trời chung đã trải qua nhiều câu chuyện bi hài khi vô tình phải lưu trú ở một homestay.

## Diễn viên

### Diễn viên chính
- Trọng Trinh trong vai Ông Việt Khôi[8][9]
- Chí Trung trong vai Ông Phúc[8][9]
- Hoàng Tuyết Liên trong vai Cụ Thập[8][10]
- Ngọc Thư trong vai Bà Lâm Anh[8][11]
- Linh Huệ trong vai Bà Minh Nhật[8][12]
- Thu Hà trong vai Bà Thu Hồng[13][14]
- Vũ Việt Hoa trong vai Khánh Linh[8][15]
- Nguyễn Trọng Lân trong vai Phan[8][15]
- Phạm Tuấn Phong trong vai Mít[16]
- Lưu Huyền Trang trong vai Mai[16]

### Diễn viên phụ
- Lê Tuấn Thành trong vai Ông Khôi lúc trẻ
- Lâm Đức Anh trong vai Ông Phúc lúc trẻ
- Hoà Rosy trong vai Bà Hồng lúc trẻ
- Tiến Ngọc trong vai Thường

Cùng một số diễn viên khác....

## Sản xuất
Thông gia ngõ hẹp do Trịnh Lê Phong làm đạo diễn, kịch bản của phim do nhóm biên kịch Hà Anh Thu và Nguyễn Mạnh Cường chấp bút. Tác phẩm được khai máy từ cuối tháng 7 năm 2022 và đóng máy vào tháng 11 cùng năm. Vai chính của phim lần lượt được giao cho Trọng Trinh, Chí Trung, Hoàng Tuyết Liên, Ngọc Thư, Linh Huệ, Vũ Việt Hoa và Nguyễn Trọng Lân thủ vai. Bộ phim đánh dấu sự trở lại màn ảnh nhỏ của Chí Trung sau bộ phim truyền hình năm 2018 Yêu thì ghét thôi. Tác phẩm cũng đánh dấu sự trở lại của Thu Hà sau bộ phim truyền hình năm 2020 Hướng dương ngược nắng mà không hề được nhà sản xuất thông báo trước. Trọng Trinh từng chia sẻ, ông từng bị sốt virus phải nằm viện trong một tuần và suýt bị chết đuối trong một cảnh quay. Buổi họp báo ra mắt bộ phim được tổ chức vào chiều ngày 9 tháng 9 năm 2022 tại Hà Nội, tác phẩm sau đó lên sóng vào lúc 21 giờ 30 phút thứ 5 và thứ 6, bắt đầu từ ngày 16 tháng 9 năm 2022 và kết thúc vào ngày 25 tháng 11 cùng năm, với tổng độ dài 21 tập.

## Đón nhận
Trước khi lên sóng, Thông gia ngõ hẹp được kỳ vọng là bộ phim truyền hình ăn khách trên sóng VTV nhưng tác phẩm bị đánh giá có tình tiết lẩn quẩn, vụn vặt, vô lý, thiếu kịch tính; diễn biến phim rời rạc, thiếu cao trào.